# Hadash
Hadash (in ebraico חד"ש‎?, lett. "Nuovo"), acronimo dell'ebraico haHazit haDemokratit leSHalom veleShivyon (in italiano Fronte Democratico per la Pace e l'Uguaglianza; in ebraico חד"ש - חזית דמוקרטית לשלום ולשוויון‎?; in arabo الجبهة الديمقراطية للسلام وللمساواة‎?) è un partito politico israeliano di sinistra.

## Storia
Hadash nasce nel 1977 dall'unione del Partito Comunista di Israele (Rakah) con parte del movimento delle Pantere Nere e altri gruppi di sinistra. All'interno di Hadash, il PC di Israele mantiene uno status autonomo.
Il partito si definisce "arabo-ebraico": sebbene la maggioranza dei suoi leader ed elettori siano arabi israeliani, ha permanentemente e simbolicamente mantenuto una rappresentanza ebraica tra i suoi membri e nelle liste elettorali.
Nel 2015 dà vita, insieme ai partiti arabi Balad, Lista Araba Unita e Ta'al, alla Lista Comune, nata per permettere a tutte e 4 le formazioni di superare la soglia di sbarramento, appena alzata al 3.25% anche per tentare di escludere la rappresentanza araba dalla Knesset.

## Ideologia
Il partito si definisce non-sionista e persegue la politica dei "due popoli-due stati". Sostiene l'evacuazione di tutti gli insediamenti israeliani e l'abbandono dei territori occupati da Israele  dopo la Guerra dei sei giorni, in favore della creazione di uno Stato palestinese. Sostiene inoltre il diritto al ritorno o la compensazione per i rifugiati palestinesi e persegue la cooperazione arabo-ebraica e il superamento di ogni discriminazione su base etnica in Israele.
La piattaforma politica si basa inoltre sulla difesa dei diritti dei lavoratori, sullo sviluppo dei servizi sociali, sulle garanzie democratiche, sull'eguaglianza tra i sessi e sulla protezione dell'ambiente.
Hadash non disdegna la collaborazione coi partiti sionisti ai fini del miglioramento della qualità della vita della minoranza araba in Israele e per la realizzazione della sua agenda politica. Ciò ha portato, ad esempio, a un appoggio esterno al governo guidato da Yitzhak Rabin nel 1992.

## Risultati elettorali
| Elezioni       | Voti               | %                  | Seggi   | +/-     |
| -------------- | ------------------ | ------------------ | ------- | ------- |
| 1977           | 80.118             | 4.6                | 5 / 120 | Stabile |
| 1981           | 64.918             | 3.4                | 4 / 120 | 1       |
| 1984           | 64.815             | 3.4                | 4 / 120 | Stabile |
| 1988           | 84.032             | 3.7                | 4 / 120 | Stabile |
| 1992           | 92.545             | 2.4                | 3 / 120 | 1       |
| 1996           | Con Balad          | Con Balad          | 4 / 120 | 1       |
| 1999           | 87.022             | 2.6                | 3 / 120 | 1       |
| 2003           | Con Ta'al          | Con Ta'al          | 2 / 120 | 1       |
| 2006           | 86.092             | 2.7                | 3 / 120 | 1       |
| 2009           | 112.130            | 3.3                | 4 / 120 | 1       |
| 2013           | 113.439            | 3.0                | 4 / 120 | Stabile |
| 2015           | Nella Lista Comune | Nella Lista Comune | 5 / 120 | 1       |
| Aprile 2019    | Con Ta'al          | Con Ta'al          | 4 / 120 | 1       |
| Settembre 2019 | Nella Lista Comune | Nella Lista Comune | 5 / 120 | 1       |
| 2020           | Nella Lista Comune | Nella Lista Comune | 5 / 120 | Stabile |
| 2021           | Nella Lista Comune | Nella Lista Comune | 3 / 120 | 2       |
| 2022           | Con Ta'al          | Con Ta'al          | 4 / 120 | 1       |